# Daulis
Daulis (en grec ancien : Δαυλίς, plus tard Δαυλία, Daulía) était une ancienne cité grecque de Phocide, proche de la frontière avec la Béotie, sur la route d'Orchomène et de Chéronée à Delphes, et située sur les contreforts orientaux du Parnasse. Elle fut, à la fin de l'Antiquité, le siège d'un évêché (de), qui est devenu par la suite le titre d'évêques in partibus de l'Église catholique. Quelques vestiges de l'antique Daulis sont visibles près de la ville moderne de Dávlia.
Daulis en Phocide ne doit pas être confondue avec une ville du même nom située en Épire.

## Mythologie
Dans la mythologie grecque, Daulis était la ville de Térée, fils d'Arès. La ville tirerait son nom de celui de la naïade Daulis, fille de Kephis(s)os, dieu-fleuve béotien. La cité est mentionnée par Homère. On connaît aussi l'histoire d'un de ses rois, Pyrénée, qui avait voulu violenter les Muses ; Ovide précise que Pyrénée s'était emparé de Daulis à la tête de ses soldats thraces et qu'il tenait la cité sous un joug illégitime (iniusta regna).
Non loin de Daulis, sur la route de Delphes, se trouvait le chemin qui fourche (σχιστὴ ὁδός) ; c'est à cet endroit qu'Œdipe tua son père Laïos.

## Histoire grecque

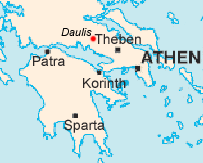
Situation de Daulis

La ville fut détruite en 480 av. J.-C., durant la seconde guerre médique. En 346 av. J.-C., elle fut à nouveau détruite pendant la troisième guerre sacrée par Philippe II de Macédoine. Les Romains, sous la conduite de Titus Quinctius Flamininus, s'en emparèrent en 198 av. J.-C. ; Tite-Live précise qu'en raison de sa situation sur une hauteur elle ne pouvait être prise par la force et que les Romains usèrent d'un stratagème.
Il y avait à Daulis, selon Pausanias, un temple d'Athéna. Près du chemin qui fourche se trouvait le lieu où se réunissait l'assemblée des députés des cités de Phocide.

## Évêché
Daulis fut à la fin de l'Antiquité le siège d'un évêché. Il fut créé tardivement, peut-être en remplacement d'Élatée, à une époque où les Grecs se replièrent vers le sud, en raison de l'invasion slave. Cet évêché était suffragant d'Athènes.
Le titre de Daulis (de) a été utilisé par l'Église catholique comme évêché in partibus ou siège titulaire du XVIe au XXe siècle. Parmi les titulaires, on trouve le théologien écossais George Hay.

## Le site
Le site de Daulis se trouve sur une colline dominant la ville moderne, à une hauteur d'environ 468 mètres. Les remparts de la cité, en appareil polygonal, sont assez bien conservés. Il y a sur le site une église de Haghios Theodoros, construite avec les pierres de l'ancienne cité.